# Косарева, Валентина Ивановна
Валентина Ивановна Косарева (Летова) (1911—1989) — советская легкоатлетка (бег на короткие дистанции, эстафетный бег, прыжок в длину), чемпионка и призёр чемпионатов СССР, рекордсменка СССР, Заслуженный мастер спорта СССР (1947).

## Биография
Работала в Москве на фабрике-кухне статистиком. В 1926 года увлеклась спортом, первое время занималась конькобежным спортом и хоккеем. В 23 года переключилась на лёгкую атлетику. Выступала за клубы «Искра» (Москва) и «Динамо» (Москва).

## Спортивные результаты
| Год  | Дата                  | Город          | Дисциплина            | Результат  | Место |
| ---- | --------------------- | -------------- | --------------------- | ---------- | ----- |
| 1936 | 18—24 августа         | Москва         | Бег на 100 метров     | 13,0       | I     |
| 1937 | 20—24 августа         | Москва         | Эстафета 4×100 метров | 50,2       | I     |
| 1938 | 6—12 сентября         | Харьков        | Бег на 100 метров     | 12,9       | I     |
| 1939 | 24—30 августа         | Харьков        | Бег на 100 метров     | 12,9       | I     |
| 1939 | 24—30 августа         | Харьков        | Бег на 200 метров     | 25,9       | II    |
| 1939 | 24—30 августа         | Харьков        | Эстафета 4×100 метров | 50,2       | I     |
| 1940 | 25—30 августа         | Москва         | Бег на 100 метров     | 12,5       | II    |
| 1944 | 13—18 августа         | Москва         | Бег на 100 метров     | 12,4       | I     |
| 1944 | 13—18 августа         | Москва         | Бег на 200 метров     | 27,2       | III   |
| 1944 | 13—18 августа         | Москва         | Прыжок в длину        | 5,40       | II    |
| 1945 | 9—16 сентября         | Киев           | Бег на 100 метров     | 12,5       | I     |
| 1946 | 8—15 сентября         | Днепропетровск | Эстафета 4×100 метров | 49,5       | I     |
| 1946 | 8—15 сентября         | Днепропетровск | Эстафета 4×200 метров | 1.44,2 NR* | I     |
| 1947 | 29 августа—5 сентября | Харьков        | Бег на 100 метров     | 12,6       | III   |

## Рекорды СССР
- Эстафета 4×200 метров — 1.47,9 (1939);
- Эстафета 4×200 метров — 1.45,0 (1944);
- Эстафета 4×200 метров — 1.44,2 (1946);
- Шведская эстафета (400+300+200+100 м) — 2.18,4 (1947).